# Río Tavdá
El río Tavdá (en ruso Река Тавда´) es un largo río ruso de la Siberia Occidental, un afluente de la margen izquierda del río Tobol, afluente a su vez del río Irtysh en el curso bajo. Tiene una longitud de 719 km (con una de sus fuentes, el sistema Tavda-Sosva tiene una longitud total de 1.391 km) y drena una cuenca de 88.100 km² (mayor en extensión que Austria o Azerbaiyán). 
Administrativamente, el río discurre por el óblast de Sverdlovsk y el óblast de Tiumén de la Federación Rusa.

## Geografía
El río Tavdá nace en la confluencia del río Lozva (637 km) y el río Sosva (635 km), que tienen sus fuentes en la vertiente oriental del centro de los montes Urales, en el óblast de Sverdlovsk. Discurre en dirección este-sureste, a través de un amplio valle de tierras pantanosas de las llanuras del piedemonte de los Urales. Durante un largo trecho corre paralelo al curso de otro afluente del Tobol, el río Tura y desemboca por la margen izquierda en el curso bajo del río Tobol, a unas decenas de kilómetros aguas arriba de la ciudad de Tobolsk (99 765 hab. en 2008). 
La relativa proximidad de las divisorias entre cuencas hidrográficas limítrofes es la causa de que tenga pocos afluentes importantes, siendo el más destacado el río Pelym, que recibe por la izquierda (707 km de longitud y una cuenca de 15.200 km²).
Al igual que todos los ríos siberianos, sufre largos períodos de heladas (seis meses al año, desde finales de octubre-noviembre hasta finales de abril-principios de mayo) y amplias extensiones de suelo permanecen permanentemente congeladas en profundidad (permafrost). Al llegar la época del deshielo, inunda amplias zonas que convierte en terrenos pantanosos. En invierno, el caudal alcanza el mínimo anual (en el curso inferior, unos 11 m³/s en comparación con un promedio de poco menos de 500); en la época de deshielo, a finales de la primavera, justo antes de los períodos de máxima descarga, ese valor puede llegar hasta 3.250 m³/s y el nivel del agua llegar a crecer 6 metros por encima del nivel habitual.  
El río es navegable en todo su curso, aunque al discurrir por una zona poco poblada, apenas hay centros urbanos principales, salvo la ciudad homónima de Tavdá, en el curso bajo (40.686 hab. en 2002). El río se usa para trasportar madera flotando.

## Historia
En 1558, los Stróganov, una familia de comerciantes rusos, recibieron permiso del zar Iván el Terrible para explorar la abundante región a lo largo del río Kama, y en 1574 para las tierras a lo largo del río Tura y el río Tobol. Recibieron asimismo un permiso, bajo su propio riesgo, para construir fuertes y poblados a lo largo de los ríos Obi e Irtysh. En 1579, los Stróganov llegaron a un acuerdo temporal (1579-81) con el atamán Yermak Timoféyevich para que les brindase protección contra los ataques tártaros en la región, a cambio de alimentos y municiones entregados a los cosacos de Yermak. 
En Tura, y en las cercanías del río Tavda, las tropas comandadas por Yermak se enfrentaron en dos ocasiones con las tropas de los tártaros siberianos y en ambas salieron vencedores en los años siguientes.